# Beckensloer János
Beckensloer János (1427. – Salzburg, 1489. december 15.), vezetéknevének változatai: Beckenschläger, Beckenschläger, Beckensloger, bíboros, esztergomi és salzburgi érsek, váradi és egri püspök, diplomata.

## Élete
Boroszlói német kispolgári családból származott. Apja kerékgyártó vagy posztókereskedő volt, aki 1430-ban szerzett nemességet. Első házasságából született mindhárom fia papi pályára került.
Bátyja révén jutott Magyarországra. Vitéz János és Janus Pannonius mellett részt vett a főurak Mátyás részére való megnyerésében, de 1459-ben a pártütőkhöz csatlakozott és III. Frigyes német-római császár oldalán Bécs védelmét látta el.
Az országba betörve elfoglalta Pápát és Ugod várát. 1461-ben miután önként meghódolt Mátyásnak, visszanyerte egyházi címével járó javait. 1464-1465-ben pécsi prépost és pécsváradi apát, 1465-1468 között váradi püspök volt. 
Részt vett a moldvai hadjáratban. 1468-1474 között egri püspök. Mátyás befolyásos tanácsosa, a Vitéz-féle összeesküvés leleplezője. 1474-1476 között főkancellár, s ugyanebben az időben esztergomi érsek is egyben. Amikor Mátyás Veronai Gábor javára mellőzni kezdte, 1476-bah aacheni zarándoklat ürügyén Frigyes császárhoz szökött. Ekkor magával vitte az esztergomi és egri kincstár értékesebb darabjait és kéziratait. A lopott vagyonból a császárnak 47 ezer aranyforintot adott kölcsön. Frigyes tanácsosaként a Jagellókkal kötött szövetséget Mátyás ellen. Mátyás sikeres hadjárata után, 1488-ban a császár képviseletében fegyverszünetet kötött a stájeri várban.
1487-től haláláig Salzburg érseke volt. Egerben gótikus püspöki palotát építtetett.